# Oulad Zayda
Oulad Zayda est une rivière située au Maroc.

## Géographie
Elle est située est à proximité de Koudyet Twila, Mers Caïd Na'mi et Dar Caïd S'id,.